# Sandra Eckert
Sandra Eckert ist eine deutsche Politikwissenschaftlerin. Seit 2022 ist sie Professorin für Vergleichende Politikwissenschaft an der Friedrich-Alexander-Universität Erlangen-Nürnberg. Ihre Forschungsschwerpunkte liegen unter anderem in der Umweltpolitik und Kreislaufwirtschaft, der vergleichenden Kapitalismusforschung, der Bankenregulierung und der Steuerung im europäischen Mehrebenensystem.

## Leben
Nach dem Studium in London, Freiburg im Breisgau und Paris promovierte Sandra Eckert an der Freien Universität Berlin mit der Arbeit The politics of regulatory reform in Europe. Delegation and liberalisation in the postal sector. Sie lehrte an verschiedenen Hochschulen, darunter an der Universität Osnabrück, am Institut d’études politiques de Lyon (Sciences Po genannt) und der Technischen Universität Darmstadt. Zudem war sie Juniorprofessorin für Politik im Europäischen Mehrebenensystem an der Goethe-Universität in Frankfurt am Main und Assoziierte Professorin an der Aarhus Universitet in Dänemark. Im August 2022 wurde sie zur Professorin für Vergleichende Politikwissenschaft an die Friedrich-Alexander-Universität Erlangen-Nürnberg berufen.

## Publikationen (Auswahl)

### Monografien
- The politics of regulatory reform in Europe. Delegation and liberalisation in the postal sector. Dissertation, Berlin 2010.
- The Social Face of the Regulatory State. Reforming Public Services in Europe. Manchester University Press, Manchester 2015, ISBN 978-0719090318.
- Corporate Power and Regulation. Consumers and the Environment in the European Union. Palgrave Macmillan, London 2019, ISBN 978-3030054625.

### Anthologien
- mit Tanja A. Börzel (Hrsg.): Symposium on Experimentalist Governance. In: Regulation & Governance, Band 6, Nr. 3, September 2012.

### Artikel
- mit B. Eberlein: Private authority in tackling cross-border issues. The hidden path of integrating European energy markets. In: Journal of European Integration. Band 42, Nummer 1, 2020, doi:10.1080/07036337.2019.1708340, S. 59–75.
- Beyond legislation: reconsidering the locus of power in EU regulatory governance. In: The Theory and Practice of Legislation. Band 7, Nummer 3, 27. Februar 2020, doi:10.1080/20508840.2020.1730102, S. 205–225.
- Wirtschaftliche Interessen im Recht? Selbstregulierung und Strategische Prozessführung durch Europäische Unternehmensverbände. In: Der Moderne Staat, 13. Jg. Heft 2/2020, doi:10.3224/dms.v13i2.06, S. 1–22.
- The European Green Deal and the EU’s Regulatory Power in Times of Crisis. In: Journal of Common Market Studies. Annual Review Articles. Band 59, Nummer S1, 6. September 2021, doi:10.1111/jcms.13241, S. 81–91.
- European administrative networks, private networks and agencies: coexisting, cooperating or competing? In: Journal of European Public Policy. Band 29, Nummer 10, 1. September 2022, doi:10.1080/13501763.2022.2104913, S. 1610–1630.
- Sectoral Governance under the EU’s Bilateral Agreements and the Limits of Joint Institutional Frameworks: Insights from EU-Swiss Bilateralism for Post-Brexit Relations with the UK. In: Journal of Common Market Studies. Band 60, Nummer 4, 5. April 2022, doi:10.1111/jcms.13315, S. 1190–1210.
- Supranational authorities and private actors as drivers of single market integration? The state of the Union in electricity and banking. In: Journal of European Integration. Band 44, Nummer 1, 2022, S. 19–40. doi:10.1080/07036337.2021.2011265
- Varieties of Framing the Circular Economy and the Bioeconomy. Unpacking business interests in European policymaking. In: Journal of Environmental Policy and Planning. Band 23, Nummer 2, 2021, doi:10.1080/1523908X.2021.1894106, S. 181–193.
- A policy portfolio approach to plastics throughout their life cycle: Supranational and national regulation in the European Union. In: Environmental Policy and Governance, Early View (mit O. Karassin & Y. Steinebach), 2024, https://doi.org/10.1002/eet.2092